# Маклелан Парк (Калифорнија)
Маклелан Парк (енгл. McClellan Park) насељено је место без административног статуса у америчкој савезној држави Калифорнија.

## Демографија
По попису из 2010. године број становника је 743.
| Група             | 2000.    | 2010.       |
| Белци             | 0 (0,0%) | 433 (58,3%) |
| Афроамериканци    | 0 (0,0%) | 99 (13,3%)  |
| Азијати           | 0 (0,0%) | 27 (3,6%)   |
| Хиспаноамериканци | 0 (0,0%) | 110 (14,8%) |
| Укупно            | 0        | 743         |